# Toprock
Il Toprock è una categoria di danza "in piedi" di Break dance, evoluzione dello stile di ballo chiamato Uprock.
Sviluppatosi alla fine degli  anni 60, il Toprock è frutto dell'influenza di artisti afro-americani come James Brown, Sammy Davis Jr. e di passi derivati dalla Salsa e dalla Rumba. Generalmente è utilizzato all'inizio di un'entrata di Breaking, prima del Go down. A differenza che nell'Uprock, una performance di Toprock non prevede necessariamente un battle contro un avversario. 

## Passi di Toprock
Gli stili in piedi di Breakdance sono molti e i passi base del Toprock sono ancora poco conosciuti.
Molti passi di Toprock prendono spunto da passi di footwork e viceversa. Il principale punto di riferimento però rimane l'Uprock. Di seguito alcuni esempi di passi base:
- Indian Step o 2-step (passo base, deriva dalla corsa/danza tipica di alcune tribù Indiane)
- March Step (simile come principio all'Indian Step)
- Salsa Rock o Salsa Step (passo base di derivazione Latina, prende spunto dalla Salsa)
- Cross Over (passo base, prevede l'incrocio delle gambe facendo perno su un piede)
- CC's (versione in piedi dell'omonimo passo di footwork)
- Brooklyn Rock (simile al March Step, detto anche «metti la cintura»)
- Crazy Rock (fusione di un Salsa side con un Salsa back, con aggiunta di una torsione di 90°)